# Piotr Wójtowicz (rzeźbiarz)

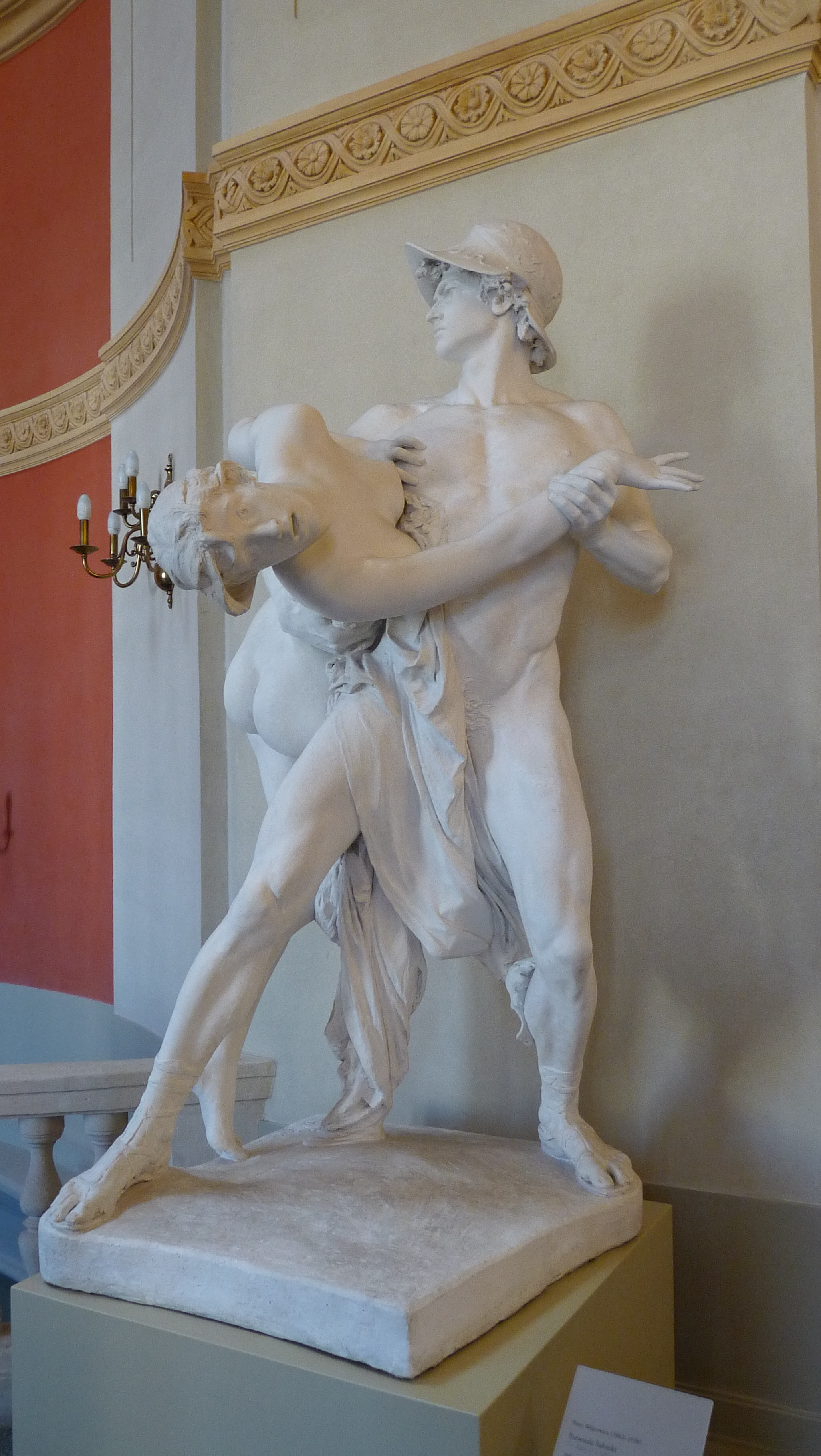
Porwanie Sabinki Galeria Sztuki Polskiej XIX wieku w Sukiennicach

Piotr Bazyli Wójtowycz (ur. 10 czerwca 1862 w Przemyślu, zm. około 10 czerwca 1938 we Lwowie) – rzeźbiarz i medalier związany ze Lwowem, zwany naszym lub lwowskim Fidiaszem. 

## Biografia

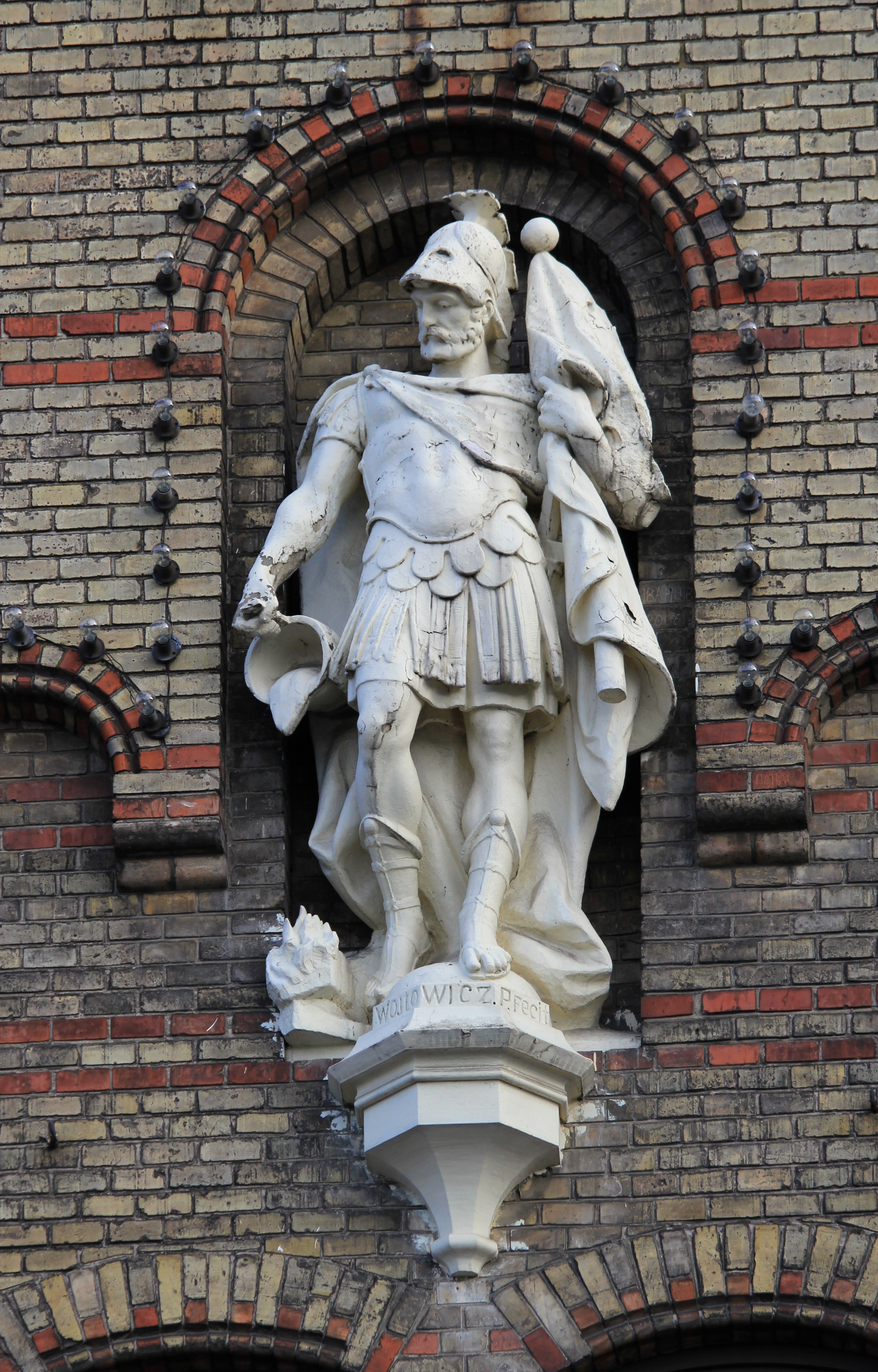
Święty Florian na frontonie budynku straży pożarnej we Lwowie, ul. Pidwalna 6. Napis: WOJTOWICZ P. FECIT

Urodził się w Przemyślu, w ubogiej, rusińskiej rodzinie greckokatolickiej jako syn miejskiego stróża. W młodości zarabiał jako snycerz w Przemyślu, Krakowie i Lwowie.  We Lwowie w 1882 roku rozpoczął naukę rzeźbienia w marmurze u Leonarda Marconiego, który wysłał młodego artystę na studia. Od 1883 r. Wójtowicz studiował w wiedeńskiej Akademii Sztuk Pięknych. Głównym jego mecenasem był książę Jerzy Czartoryski, który przyznał młodemu rzeźbiarzowi stypendium w wysokości 18 złotych reńskich miesięcznie. Wójtowicz uczył się w warsztacie Kaspara Clemensa Zumbuscha, a ten zlecił mu wykonanie konnych pomników feldmarszałków składających się na kompleksowy pomnik Marii Teresy na placu przy Ringu. Akademię Sztuk Pięknych ukończył w 1890 roku. Z tego okresu pochodzą następujące dzieła: posąg gipsowy Niewolnik (1885, Muzeum Narodowe w Krakowie), Perseusz z głową Meduzy (1887, odlew brązowy, Muzeum Narodowe w Krakowie, eksponowany w Sukiennicach), Rzucający oszczepem (gips), Po kąpieli (Splatająca warkocz, 1887, Muzeum Narodowe w Krakowie, wystawiona w Sukiennicach), Wygnańcy polscy z Prus i Porwanie Sabinki.
Wczesne dzieła Wójtowicza były wystawiane na wystawach plastycznych w Krakowie w latach 1888-1890 i nabyte przez krakowskie muzea. Prace rzeźbiarza znajdują się również w muzeach polskich miast: Krosna, Jasła i Lublina. 
W 1890 r. P. Wójtowicz otrzymał stypendium w Rzymie i Florencji za kompozycję Porwanie Sabinki. Na stypendium cesarskim Wójtowicz spędził w Rzymie ponad dwa lata, mieszkając w Pałacu Weneckim (ówczesnej ambasadzie austriackiej) razem z malarzem Franciszkiem Krudowskim. Po powrocie do Austro-Węgier w 1892 r. artysta pracował w Wiedniu i Budapeszcie, gdzie zaprzyjaźnił się z Ludwikiem Tyrowiczem. W latach 1893–1894 współpracował z węgierskimi kolegami z wiedeńskich studiów przy realizacji konnego pomnika Gyuli Andrássyego. 
W latach 1897–1898 Wójtowicz ponownie pracował w Budapeszcie przy ozdabianiu budynku parlamentu. Po powrocie do Lwowa realizował program dekoracji nowego Teatru Miejskiego (zaprojektowany przez Zygmunta Gorgolewskiego), a następnie ozdabiał gmach lwowskie straży ogniowej i dworzec kolejowy.
Piotr Wójtowicz po śmierci żony (1929) praktycznie przestał tworzyć. Cierpiał na różne choroby, w tym alkoholizm. Po 1934 roku nie było już żadnej informacji o lwowskim Fidiaszu. Przyjęto umownie 1936 rok za datę jego śmierci, lecz w rzeczywistości zmarł w przytułku dla biednych artystów fundacji Roberta Domsa między 9 a 11 czerwca 1938 r. (być może dokładnie w dzień swoich urodzin 10 czerwca). Został pochowany na cmentarzu Janowskim. Jego grób nie zachował się.

## Twórczość
Zdaniem Jurija Biriulowa łączył barokowy dynamizm i teatralizację z naturalistyczną starannością, przez co przypomina Giovanniego Lorenza Berniniego. Cechowały go dokładność w odtwarzaniu szczegółów anatomicznych, subtelny akademicki modelunek i tendencja do ekspresji. Podobnie jak inni kontynuatorzy stylu Hansa Makarta łączył neoklasycyzm i naturalizm z neobarokiem, uzupełniając to połączenie emocjonalną interpretacją postaci. 
Znane prace: Porwanie Sabinki, Perseusz z głową Meduzy, Dziewczynka zaplatająca włosy (Po kąpieli), ołtarze pw. św. Józefa dla kościołów św. Elżbiety we Lwowie i Matki Boskiej Gromnicznej we Lwowie, ołtarz pw. Matki Boskiej Opiekunki dla kościoła św. Elżbiety we Lwowie, cementowa figura św. Floriana (1901) we wnęce frontonu neogotyckiego gmachu, będącego niegdyś siedzibą straży pożarnej (ul. Podwalna 6). 